# Believer (canção de Imagine Dragons)
"Believer" é uma canção da banda americana Imagine Dragons, contida em seu terceiro álbum de estúdio Evolve (2017). Foi composta pelos integrantes Dan Reynolds, Wayne Sermon, Ben McKee e Daniel Platzman juntamente com Mattias Larsson, Robin Fredriksson e Justin Tranter, sendo produzida por Larsson e Fredriksson sob o nome profissional de Mattman & Robin. A sua gravação ocorreu em 2016 nos Wolf Cousins Studios em Estocolmo e Ragged Insomnia Studio em Las Vegas, Nevada. A faixa foi lançada em 1º de fevereiro de 2017, através das gravadoras KIDinaKORNER e Interscope, servindo como o primeiro single do disco.

## Faixas e formatos
| Download digital |            |         |  |
| N.º              | Título     | Duração |  |
| 1.               | "Believer" | 3:24    |  |

| Download digital (Kaskade Remix) |                            |         |  |
| N.º                              | Título                     | Duração |  |
| 1.                               | "Believer" (Kaskade Remix) | 3:10    |  |

## Créditos
Todo o processo de elaboração de "Believer" atribui os seguintes créditos:
Gravação e publicação
- Gravada em 2016 nos Wolf Cousins Studios (Estocolmo) e Ragged Insomnia Studio (Las Vegas, Nevada)
- Mixada nos MixStar Studios (Virginia Beach, Virgínia)
- Masterizada nos Sterling Sound (Nova Iorque)
- Publicada pelas empresas Imagine Dragons Publishing (BMI), Universal/KIDinaKORNER, Ma-Jay Publishing, Wolf Cousins/Warner Chappell Music Scandinavia (STIM), Justin's School for Girls (BMI) e Warner-Tamerlane Publishing Corp.

### Produção
Banda
- Dan Reynolds: composição, vocais
- Wayne Sermon: composição, guitarra, mandolim
- Ben McKee: composição, baixo, teclados, sintetizadores
- Daniel Platzman: composição, bateria, percussão

Produção adicional
- Mattman & Robin: produção, engenharia
- Serban Ghenea: mixagem
- John Hanes: engenharia de mixagem
- Tom Coyne: masterização

## Desempenho nas tabelas musicais
| Tabela musical (2017)                                  | Melhor posição |
| ------------------------------------------------------ | -------------- |
| Alemanha (Media Control Charts)                        | 23             |
| Austrália (ARIA Charts)                                | 33             |
| Áustria (Ö3 Austria Top 40)                            | 3              |
| Bélgica (Ultratop 50 de Flandres)                      | 40             |
| Bélgica (Ultratop 40 da Valônia)                       | 20             |
| Canadá (Canadian Hot 100)                              | 7              |
| Escócia (The Official Charts Company)                  | 19             |
| Eslováquia (IFPI Slovenská Republika)                  | 6              |
| Espanha (Productores de Música de España)              | 39             |
| Estados Unidos (Billboard Hot 100)                     | 4              |
| Estados Unidos (Hot Rock Songs)                        | 1              |
| Estados Unidos (Alternative Songs)                     | 1              |
| Estados Unidos (Adult Alternative Songs)               | 4              |
| Estados Unidos (Pop Songs)                             | 3              |
| Estados Unidos (Adult Pop Songs)                       | 1              |
| Estados Unidos (Adult Contemporary)                    | 18             |
| França (Syndicat National de l'Édition Phonographique) | 7              |
| Hungria (Magyar Hanglemezkiadók Szövetsége)            | 7              |
| Irlanda (Irish Recorded Music Association)             | 33             |
| Itália (Federazione Industria Musicale Italiana)       | 5              |
| México (Mexico Airplay)                                | 28             |
| Noruega (VG-lista)                                     | 13             |
| Nova Zelândia (NZ Top 40 Singles)                      | 26             |
| Países Baixos (MegaCharts)                             | 40             |
| Polônia (Związek Producentów Audio Video)              | 5              |
| Portugal (Associação Fonográfica Portuguesa)           | 10             |
| Reino Unido (UK Singles Chart)                         | 42             |
| Chéquia (IFPI Česká Republika)                         | 3              |
| Rússia (Russian Music Charts)                          | 20             |
| Suécia (Sverigetopplistan)                             | 22             |
| Suíça (Schweizer Hitparade)                            | 6              |
| União Europeia (Euro Digital Songs)                    | 19             |

| País (Empresa)             | Certificação |
| -------------------------- | ------------ |
| Alemanha (BVMI)            | Ouro         |
| Austrália (ARIA)           | Platina      |
| Bélgica (BEA)              | Platina      |
| Canadá (Music Canada)      | 5× Platina   |
| Dinamarca (IFPI Dinamarca) | Ouro         |
| França (SNEP)              | Platina      |
| Itália (FIMI)              | 3× Platina   |
| Noruega (IFPI Noruega)     | Platina      |
| Nova Zelândia (RMNZ)       | Platina      |
| Reino Unido (BPI)          | Prata        |
| Suécia (GLF)               | 2× Platina   |

## Histórico de lançamento
| País           | Data                | Formato                          | Gravadora(s)             |
| -------------- | ------------------- | -------------------------------- | ------------------------ |
| Estados Unidos | 11 de abril de 2017 | Rádios mainstream                | KIDinaKORNER, Interscope |
| Estados Unidos | 9 de junho de 2017  | Download digital (Kaskade Remix) | KIDinaKORNER, Interscope |